# Гусев, Фёдор Иванович
Фёдор Ива́нович Гу́сев (3 февраля 1915 — 17 января 1984, Саратов) — советский футболист, тренер. Участник матча «На руинах Сталинграда».

## Карьера
В 1930-х годах играл на позиции правого инсайда в саратовских футбольных командах «Спартак» и «Динамо», играл в хоккей за местное «Динамо», а также успешно выступал на соревнованиях по конькобежному и велосипедному спорту.
В 1934 и 1935 годах участвовал на Поволжской Спартакиаде за сборную Саратова по футболу.
В бытность игроком саратовского «Динамо» работал инспектором уголовного розыска. В 1939 году переехал в Сталинград, где также выступал за местное «Динамо».
Участвовал в обороне Сталинграда. В книге Леонида Горянова «Бессмертный марафон» упоминается подвиг Фёдора Гусева, работавшего на переправе в районе завода «Красный Октябрь», главной артерии жизни сражавшегося Сталинграда:
В один из октябрьских дней Гусев находился на борту катера, тянувшего на правый берег две баржи с солдатами. Неожиданно появились вражеские самолеты. «И начался ад: зенитки, бомбы, всплески разрывов. — Полный вперёд! — ревел капитан буксира, но вдруг осколком неподалёку разорвавшейся бомбы перебило трос. Баржи с солдатами беспомощно закружились, сбились одна к другой. Каждую секунду им грозила гибель от вражеских самолетов и открывшей огонь фашистской артиллерии. Буксир моментально отработал «полный назад». Но как завести трос? Капитан едва задал себе этот мучительный вопрос, как перед ним вырос старшина — мастер спорта Фёдор Гусев. — Разрешите мне! — и бросился в бурлящую от пуль и осколков воду, закрепил трос на барже, и буксир снова потянул караван к берегу...»
После окончания Сталинградской битвы, 2 мая 1943 года принял участие в матче против московского «Спартака», который позже был назван матчем «На руинах Сталинграда».
В 1945 году играл за сталинградский «Трактор». В классе сильнейших команд сыграл всего три матча.
В 1946—1947 годах играл в Баку за местный Нефтяник, где был капитаном команды. В протоколах игр и газетных отчётах значился под фамилией Гусейнов.
В 1948 году вернулся в саратовское «Динамо», где и завершил карьеру игрока.
В 1950—1953 и 1956 годах — старший тренер главной футбольной команды Саратова. Неоднократно выводил команду в класс «Б». Позднее тренировал команду «Прогресс», неоднократного чемпиона города Саратов, участника чемпионата РСФСР среди производственных коллективов.
В сезоне 1958/1959 работал вторым тренером в ХК «Труд» (Саратов).

## Семья
Брат — Василий. В 1930-х вместе играли в ФК «Динамо» (Саратов). Дочь — Наталья. Сын — Александр.